# Samarkand Challenger
Il Samarkand Challenger è stato un torneo professionistico di tennis giocato sulla terra rossa, che faceva parte dell'ATP Challenger Tour. Si giocava annualmente a Samarcanda in Uzbekistan dal 1996.
Oleg Ogorodov e Tejmuraz Gabašvili condividono il record nel singolare con due titoli a testa, mentre nel doppio sono in sei a dividersi il primato dei due titoli conquistati, Noam Behr, Andrej Stoljarov, Oleksandr Nedovjesov, Sergey Betov, Michail Elgin e Andrėj Vasileŭski.

## Singolare
| Anno | Campione                 | Finalista                   | Score               |
| ---- | ------------------------ | --------------------------- | ------------------- |
| 1996 | Juan Antonio Marín       | Sander Groen                | 6–2, 6–4            |
| 1997 | Non disputato            | Non disputato               | Non disputato       |
| 1998 | Fredrik Jonsson          | Oleg Ogorodov               | 7–6, 6–3            |
| 1999 | Oleg Ogorodov (1)        | Emilio Benfele Álvarez      | 1–6, 7–6, 7–6       |
| 2000 | Mikhail Youzhny          | Jan Frode Andersen          | 7–6(8), 2–6, 7–6(8) |
| 2001 | Oleg Ogorodov (2)        | Vadim Kucenko               | 6–3, 6–4            |
| 2002 | Vasilīs Mazarakīs        | John van Lottum             | 7–6(1), 4–6, 6–1    |
| 2003 | Daniel Köllerer          | Andrej Stoljarov            | 6–2, 6–2            |
| 2004 | Mariano Puerta           | Pavel Šnobel                | 6–1, 6–2            |
| 2005 | Boris Pašanski           | Vasilīs Mazarakīs           | 6–3, 6–2            |
| 2006 | Janko Tipsarević         | Édouard Roger-Vasselin      | 6–3, 6–2            |
| 2007 | Michail Kukuškin         | Manuel Jorquera             | 6–4, 6–3            |
| 2008 | Michail Elgin            | André Ghem                  | 7–6(4), 6–3         |
| 2009 | Dustin Brown             | Jonathan Dasnieres de Veigy | 7–6(3), 6–3         |
| 2010 | Andrej Martin            | Marek Semjan                | 6–4, 7–5            |
| 2011 | Denis Istomin            | Malek Jaziri                | 7–6(2), rit.        |
| 2012 | Dušan Lajović            | Farruch Dustov              | 6–3, 6–2            |
| 2013 | Tejmuraz Gabašvili (1)   | Oleksandr Nedovjesov        | 6–3, 6–4            |
| 2014 | Farrukh Dustov           | Aslan Karacev               | 7–6(4), 6–1         |
| 2015 | Tejmuraz Gabašvili (2)   | Yuki Bhambri                | 6–3, 6–1            |
| 2016 | Karen Chačanov           | Rubén Ramírez Hidalgo       | 6–1, 6(6)–7, 6–1    |
| 2017 | Adrián Menéndez Maceiras | Aldin Šetkić                | 6–4, 6–2            |
| 2018 | Luca Vanni               | Mario Vilella Martínez      | 6–4, 6–4            |
| 2019 | João Menezes             | Corentin Moutet             | 7–6(2), 7–6(7)      |

### Doppio
| Anno | Campione                                  | Finalista                            | Score               |
| ---- | ----------------------------------------- | ------------------------------------ | ------------------- |
| 1996 | Jose Frontera Oleg Ogorodov               | Martin Hromec Rogier Wassen          | 6–3, 6–4            |
| 1997 | Non disputato                             | Non disputato                        | Non disputato       |
| 1998 | Noam Behr (1) Eyal Ran                    | Andrej Merinov Andrej Stoljarov      | 1–6, 6–4, 7–6       |
| 1999 | Noam Behr (2) Andrej Stoljarov (1)        | Emilio Benfele Álvarez Kris Goossens | 6–7, 6–3, 6–1       |
| 2000 | Stefano Galvani Andrej Stoljarov (2)      | Daniel Melo Alexandre Simoni         | W/O                 |
| 2001 | Denis Golovanov Vadim Kucenko             | Oleg Ogorodov Dmitrij Tomaševič      | 6–1, 4–6, 6–4       |
| 2002 | Federico Browne Rogier Wassen             | Vadim Kucenko Oleg Ogorodov          | 3–6, 7–6(3), 7–6(3) |
| 2003 | Victor Bruthans Serhij Stachovs'kyj       | Pavel Ivanov Darko Madjarovski       | 6–2, 6–4            |
| 2004 | Jean-François Bachelot Melle Van Gemerden | Sebastian Fitz Florin Mergea         | 6–2, 3–6, 6–1       |
| 2005 | Ivan Cerović Petar Popović                | Aleksej Kedrjuk Orest Tereščuk       | 6–3, 6–0            |
| 2006 | Satoshi Iwabuchi Gouichi Motomura         | Jun Woong-sun Frank Moser            | 2–6, 6–2, [10–5]    |
| 2007 | Serhij Bubka Evgenij Kirillov             | Jaroslav Pospíšil Adam Vejmelka      | 6–3, 6–2            |
| 2008 | Irakli Labadze Denis Matsukevich          | Danila Arsenov Vaja Uzakov           | 7–6(1), 4–6, [10–3] |
| 2009 | Adam Hubble Kaden Hensel                  | Valery Rudnev Ivan Serheev           | 7–5, 7–5            |
| 2010 | Deniss Pavlovs Andis Juška                | Lee Hsin-han Yang Tsung-hua          | 7–5, 6–3            |
| 2011 | Aleksandr Kudrjavcev Michail Elgin (1)    | Andrej Kuznecov Radu Albot           | 7–6(4), 2–6, [10–7] |
| 2012 | Oleksandr Nedovjesov (1) Ivan Serheev     | Divij Sharan Vishnu Vardhan          | 6–4, 7–6(1)         |
| 2013 | Farruch Dustov Oleksandr Nedovjesov (2)   | Radu Albot Jordan Kerr               | 6–1, 7–6(7)         |
| 2014 | Sergey Betov (1) Alexander Bury           | Shonigmatjon Shofayziyev Vaja Uzakov | 6–4, 6–3            |
| 2015 | Sergey Betov (2) Michail Elgin (2)        | Laslo Đere Peđa Krstin               | 6–4, 6–3            |
| 2016 | Denis Matsukevich Andrėj Vasileŭski (1)   | Hsieh Cheng-peng Yang Tsung-hua      | 6–4, 5–7, [10–5]    |
| 2017 | Laurynas Grigelis Zdeněk Kolář            | Prajnesh Gunneswaran Vishnu Vardhan  | 7–6(2), 6–3         |
| 2018 | Sriram Balaji Vishnu Vardhan              | Michail Elgin Denis Istomin          | W/O                 |
| 2019 | Gonçalo Oliveira Andrėj Vasileŭski (2)    | Sergey Fomin Tejmuraz Gabašvili      | 3–6, 6–3, [10–4]    |